# Gabi Tóth
Gabi Tóth, vlastním jménem Gabriella Tóth (* 17. ledna 1988 Tapolca, Maďarsko), je maďarská zpěvačka. Své debutové album s názvem Fekete Virág vydala v roce 2005, více úspěšné druhé album Elég volt! bylo vydáno 2010.

## Diskografie

### Alba
| Rok  | Album                                                 | Nejvyšší pozice | Certifikace |
| Rok  | Album                                                 | MAHASZ          | Certifikace |
| ---- | ----------------------------------------------------- | --------------- | ----------- |
| 2005 | Fekete Virág - Debutové studiové album - Vydáno: 2005 | 27              |             |
| 2010 | Elég volt! - Druhé studiové album - Vydáno: 2010      | 24              |             |

### Videoklipy
- 2005 – Fekete Virág
- 2006 – Vágyom rád
- 2007 – Szívemet adnám
- 2007 – Élünk ahogy bárki (A Stáb)
- 2008 – Érte megérte
- 2008 – Kell még valami (A Stáb)
- 2009 – Tiszta fejjel (Tiszta Fejjel Projekt)
- 2009 – Valami Amerika Még feat. Csipa
- 2009 – Salalla
- 2009 – Mi a szívemen, a számon vs. AFC Tomi
- 2010 – Elég volt!
- 2011 – Jöjj még
- 2012 – Nem kell végszó
- 2012 – Hív az élet
- 2013 – Éjjel-nappal Budapest
- 2013 – Sors